# Okamura Yasuji

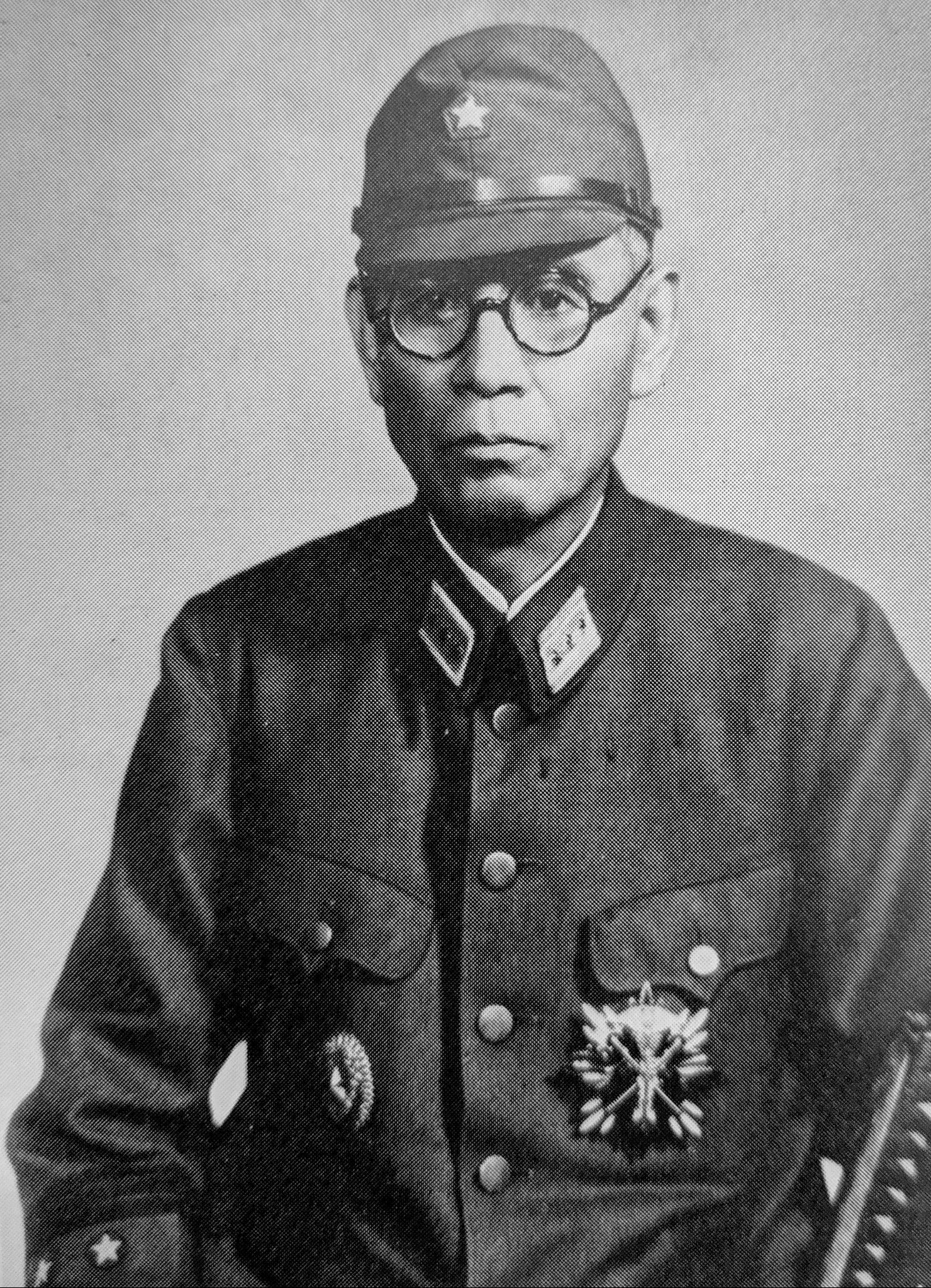
Okamura Yasuji zwischen 1943 und 1945

Okamura Yasuji (jap. 岡村 寧次; * 15. Mai 1884 in Tokio; † 2. September 1966 ebenda) war ein General der Kaiserlich Japanischen Armee. Von November 1944 bis zum Ende des Pazifikkrieges war er Befehlshaber der China-Expeditionsarmee.

## Biographie

### Ausbildung und frühe Karriere
Okamura wurde in Tokio geboren und besuchte die Grundschule Sakamachi, danach zunächst die Mittelschule der Waseda-Universität. 1898 schrieb er sich in der Kadettenschule Tokio (陸軍幼年学校, rikugun yōnen gakkō) ein, die er ein Jahr später abschloss. Anschließend besuchte er die Heeresoffizierschule, wo er 1904 zusammen mit den späteren Generälen Itagaki Seishirō, Doihara Kenji und Andō Rikichi zum 16. Abschlussjahrgang gehörte. Er begann seine Laufbahn als Leutnant im 1. Infanterieregiment der Kaiserlich Japanischen Armee.
1910 schrieb sich Okamura im 25. Jahrgang der Heereshochschule ein. Bald nach seinem Abschluss 1913 wurde er zum Hauptmann befördert. Während des Ersten Weltkrieges und danach war er in verschiedenen Positionen beim Generalstab des Kaiserlich Japanischen Heeres tätig. In den frühen 1920er Jahren stand er für kurze Zeit als Militärberater im Dienste eines Warlords im Chinesischen Bürgerkrieg. Er war von 1928 bis 1929 Mitglied der aus Angehörigen des kaiserlich-japanischen Heeres bestehenden Geheimgesellschaft Futabakai.
Von 1932 bis 1933 war Okamura stellvertretender Stabschef der Shanghai-Expeditionsarmee, die unter der Führung der Kwantung-Armee stand. Nach Okamuras eigenen Memoiren spielte er dabei eine Rolle in der Rekrutierung von Zwangsprostituierten aus der Präfektur Nagasaki als „Trostfrauen“ in Shanghaier Militärbordellen. Von 1933 bis 1934 war er Militärattaché in Mandschukuo.
1936 wurde Okamura zum Generalleutnant befördert und erhielt das Kommando über die 2. Division der Kaiserlich Japanischen Armee.

### Im Zweiten Japanisch-Chinesischen Krieg
Ein Jahr nach dem Zwischenfall an der Marco-Polo-Brücke, 1938, wurde Okamura der 11. Armee als Oberbefehlshaber zugeteilt, die an verschiedenen Schlachten des Zweiten Japanisch-Chinesischen Krieges teilnahm, darunter die Schlachten um Wuhan, Nanchang und Changsha. Nach Erkenntnissen der Historiker Yoshiaki Yoshimi und Seiya Matsuno erhielt Okamura vom Shōwa-Tennō die Erlaubnis, chemische Waffen während dieser Gefechte einzusetzen.
Im April 1940 wurde Okamura zum General befördert, im Juli 1941 wurde er zum Oberbefehlshaber der Regionalarmee Nordchina ernannt.
Im Dezember 1941 erhielt Okamura vom Kaiserlichen Hauptquartier (Daihon’ei) Befehl Nr. 575, der die Politik der dreifachen Auslöschung (chinesisch 三光政策, Pinyin sānguāng zhèngcè, englisch Three Alls Policy – „alles niederbrennen, niedermetzeln und ausplündern“, jap. 燼滅作戦, jinmetsu sakusen, „Operation Einäschern und Vernichten“) in Nordchina einführte und in erster Linie den Widerstand der Roten Armee brechen sollte. Die nun praktizierte Taktik der verbrannten Erde kostete nach Ansicht einiger Historiker die Leben von über 2,7 Millionen Chinesen.
Ab Ende August 1944 hatte Okamura den Oberbefehl über die 6. Regionalarmee erhalten, welche mitten in der „Operation Ichi-gō“ aufgestellt wurde. In mehreren großen Schlachten war  vorgesehen, die gegnerischen Flugplätze im Süden Chinas zu erobern und eine Landverbindung nach Französisch-Indochina herzustellen. Am 23. November 1944 wurde er dann zum Oberbefehlshaber der übergeordneten China-Expeditionsarmee ernannt. Noch im Januar 1945 glaubte er an den Sieg Japans gegen China.
Bei der Kapitulation Japans am 15. August 1945 vertrat Okamura die Japanische Armee im China Burma India Theater (CBI) gegenüber den Alliierten. Die offizielle Kapitulation fand am 9. September 1945 in Nanjing statt.

### Nachkriegszeit
Im Juli 1948 wies ihm das Tribunal für Kriegsverbrechen in Nanjing nach, dass er sich Kriegsverbrechen an der Zivilbevölkerung schuldig gemacht habe. Dieses Tribunal war durch die nationalistische Regierung unter Chiang Kai-shek eingerichtet worden. Trotz dieses Urteils wurde er auf persönlichen Befehl von Chiang Kai-shek nicht für seine Kriegsverbrechen verurteilt. Okamura blieb als Militärberater der Kuomintang in China. 1949 kehrte er nach Japan zurück, wo er 1966 starb.